# هانو بنزايون
شركة هانو بنزايون (سابقًا:شركة بيوت الأزياء الراقية) إحدى شركات الشركة القابضة للسياحة والفنادق والسينما التابعة لوزارة قطاع الأعمال العام. تعمل الشركة في مجال التجارة الداخلية، وتخضع لقانون قطاع الأعمال العام رقم 203 لسنه 1991 ويبلغ عدد فروعها (56) فرع في مختلف أنحاء الجمهورية.
تتمثل فروع الشركة في محلات (هانو - شيكوريل - بونتريمولي - الصالون الأخضر - جاتينيو - آركو - سيمون آرزت - واتكو - كرنفال دى فينيس - ليون جاني، بنزايون - عدس - ريفولي، الأزياء الحديثة)

## تاريخ الشركة
تأسست شركه بيوت الأزياء الراقية بالقرار الجمهورى رقم 1198 لسنة 1968 ثم اندمجت معها شركة محلات الصالون الأخضر في 31 يناير 1992 وتتمثل فروعها في (هانو - شيكوريل - بونتريمولي - الصالون الأخضر - جاتينيو - آركو - سيمون آرزت - واتكو - كرنفال دى فينيس - ليون جاني، الأزياء الحديثة)

### هانو
تأسست محلات هانو عام 1882 على يد الخواجة هانو اليهودي الفرنسي كمحل للعب الأطفال في شارع الموسكي وسرعان ما ضم إليه قسم كبير للملبوسات والأقمشة ثم افتتح فرعاً ضخماً في الإسكندرية أمام فندق آبات بميدان المنشية. في عام 1887 قرر بيع المتجر الذي أصبح من أشهر المتاجر إلى أحد الموظفين الذين عملوا لديه وهو مورينيو شيكوريل مهاجر يهودي قادم من إزمير بتركيا وهو عميد عائلة شيكوريل الإيطالية الأصل. إبان ثورة 23 يوليو أممت الشركة، وتم دمجها حاليا في شركة بيوت الأزياء الراقية التابعة للشركة القابضة للسياحة والفنادق والسينما إحدى شركات وزارة قطاع الأعمال العام.

### عدس
تأسست محلات عدس على يد داود وإميلي عدس للعمل في مجال الملابس. أمّمت الشركة في الستينيات.

### بونتريمولي
تأسست محلات بونتريمولي على يد هارون وفيكتور كوهين، للعمل في مجال الديكور والأثاث. أممت الشركة إبان ثورة 23 يوليو.

### جاتينو
تأسست محلات جاتينو على يد موريس جاتينو محتكر تجارة الفحم ومستلزمات السكك الحديدية، والذي كان له دور هام في دعم الحركة الصهيونية ومساعدة المهاجرين اليهود. أممت الشركة إبان ثورة 23 يوليو.

### شيكوريل

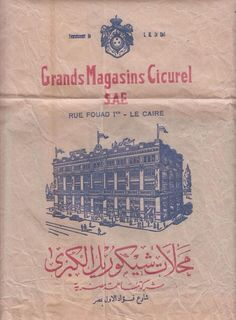

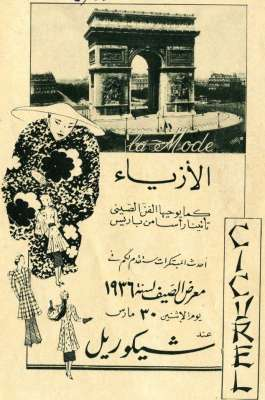

تأسست محلات شيكوريل عام 1887 على يد مورينيو شيكوريل عميد عائلة شيكوريل، وكان رأسمالها 500 ألف جنيه في ذلك الوقت، وعمل بها 485 موظفاً أجنبياً و142 موظفاً مصرياً ثم قام مورينيو ببيعها إلى التاجر المصري حسنين الجابري، وذلك بعد خروج اليهود من مصر بعد حرب 1956. ظلت مجموعة الفروع تعمل كمجموعة مصرية مملوكة لمصريين حتى صدرت قرارات التأميم، وكانت شيكوريل من شركات الأزياء التي صدر بها قرار تأميم وتم سحبها من عائلة الجابرى، وأصبحت ملكيتها تؤول للدولة.

### الأزياء الحديثة
الأزياء الحديثة هي سلسلة متاجر حكومية مصرية تتبع الشركة القابضة للسياحة والفنادق والسينما التابعة وزارة قطاع الأعمال العام. تعمل الشركة في مجال تجارة السلع الاستهلاكية والمعمرة مثل المنسوجات والأجهزة المنزلية والبياضات والمفروشات والأثاث المعدني والخشبي. تأسست الشركة في 22 مارس 1951 ونقلت تبعيتها إلى المؤسسة المصرية العامة طبقا لقرار رئيس الجمهورية العربية المتحدة رقم 887 لسنة 1967 بإعادة تنظيم المؤسسات العامة، وتخضع حاليا لقانون قطاع الأعمال العام رقم 203 لسنه 1991 ويبلغ عدد فروعها 83 فرع في مختلف أنحاء الجمهورية, تتمثل في محلات (بنزايون - عدس - ريفولي). بلغ رأس مال الشركة عند التأسيس 600000 جنيه مصري.

### دمج الأزياء الحديثة في بيوت الأزياء الراقية
في 23 يونيو 2018 تم دمج شركة الأزياء الحديثة "بنزايون" في شركة بيوت الأزياء الراقية "هانو"، التابعتين للشركة القابضة للسياحة والفنادق. وبحسب القرار، يتم "إلغاء الشخصية الاعتبارية لشركة بنزايون، واستمرار الشخصية الاعتبارية لشركة هانو، وتعديل النظام الأساسي للشركة الدامجة "هانو"، على أن تدمج الشركتين تحت اسم شركة بيوت الأزياء الراقية "هانو". وتم تغيير اسم الشركة إلى "هانو بنزايون".

## رؤساء الشركة
- عبد الستار عبد المقصود عرفه
- يحيى على الجمال
- محمود عبد القادر متولى
- محمد جميل عفيفى
- محمد عبد الحى عبد المعبود
- عطية عبد المنعم الفرماوى
- توفيق إبراهيم قنصوة
- محمد كمال الدين عثمان
- عادل أحمد عبد المغنى
- أسامة مصطفي ابوحشيش
- حمدي احمد
- محمود عبد الله